# Самміт (Орегон)
Самміт (англ. Summit) — переписна місцевість (CDP) в США, в окрузі Бентон штату Орегон. Населення — 72 особи (2020).

## Географія
Самміт розташований за координатами 44°38′10″ пн. ш. 123°34′36″ зх. д. / 44.63611° пн. ш. 123.57667° зх. д. (44.636004, -123.576612).  За даними Бюро перепису населення США в 2010 році переписна місцевість мала площу 0,80 км², уся площа — суходіл.

## Демографія
Згідно з переписом 2010 року, у переписній місцевості мешкали 82 особи в 33 домогосподарствах у складі 18 родин. Густота населення становила 102 особи/км².  Було 34 помешкання (42/км²).
Расовий склад населення:
| - 95,1 % — білих - 1,2 % — осіб інших рас |

До двох чи більше рас належало 3,7 %. Частка іспаномовних становила 11,0 % від усіх жителів.
За віковим діапазоном населення розподілялося таким чином: 25,6 % — особи молодші 18 років, 67,1 % — особи у віці 18—64 років, 7,3 % — особи у віці 65 років та старші. Медіана віку мешканця становила 42,5 року. На 100 осіб жіночої статі у переписній місцевості припадало 82,2 чоловіків;  на 100 жінок у віці від 18 років та старших — 103,3 чоловіків також старших 18 років.
Цивільне працевлаштоване населення становило 74 особи. Основні галузі зайнятості: освіта, охорона здоров'я та соціальна допомога — 87,8 %, будівництво — 12,2 %.